# Lidija Dimkovska
Lidija Dimkovska (macedoni: Лидија Димковска)  (Skopje, 11 d'agost de 1971) és una poeta, novel·lista i traductora macedònia. Va néixer a Skopje i va estudiar literatura comparada a la Universitat de Skopje. Va procedir a obtenir un doctorat en literatura romanesa a la Universitat de Bucarest. Ha ensenyat llengua i literatura macedònies a la Universitat de Bucarest i literatura mundial a la Universitat de Nova Gorica a Eslovènia. Actualment viu a Ljubljana, on treballa com a escriptora i traductora autònoma de literatura romanesa i eslovena.
Dimkovska és editora de Blesok, la revista literària macedònia en línia. Ha guanyat diversos premis literaris entre els quals:
- el premi literari Hubert Burda per a joves poetes d'Europa de l'Est (2009)
- el premi internacional de poesia Tudor Arghezi a Romania (2012)
- el premi de la Unió d'Escriptors de Macedònia (2004 i 2012)
- Premi de literatura de la UE (2013)
- el Premi Europeu de Poesia Petru Krdu (2016)[2]

La seva primera novel·la va ser Skrivena kamera (Скривена камера, 'Càmera oculta', 2004). Gràcies a ella, va guanyar el premi de la Unió d'Escriptors de Macedònia i va ser finalista per al premi Utrinski Vesnik a la millor novel·la de l'any. Skrivena Kamera s'ha traduït a l'eslovè, l'eslovac, el polonès, el búlgar i l'albanès. La seva segona novel·la Rezerven život (Резервен живот, 'Vida de recanvi', 2012) també va guanyar el premi de la Unió d'Escriptors de Macedònia, així com el Premi de Literatura de la Unió Europea.
Entre els seus poemaris trobem:
- Rožbi od istok (Рожби од исток, 'Descendents d'orient', 1992)
- Ognot na bukvite (Огнот на буквите, 'El foc de les lletres', 1994)
- Izgrizani nokti (Изгризани нокти, 'Ungles rosegades', 1998)
- Nobel protiv Nobel (Нобел против Нобел, 'Nobel contra Nobel', 2001)